# Werner Twardy
Werner Twardy (* 28. Dezember 1926 in Oberhausen; † 16. Januar 1977 in Kleineichen bei Köln) war ein deutscher Komponist, Arrangeur, Pianist, Organist, Dirigent und Musikproduzent. Er trat auch unter den Pseudonymen Daddy Monrou, T. W. Ardy und Dicky Gray in Erscheinung.

## Leben und Werk
Twardy studierte an der Folkwangschule in Essen Harmonie- und Kompositionslehre und wirkte zunächst als Jazz-Pianist, vor allem in amerikanischen Offizierscasinos. Er war Mitglied einer kleineren Formation des Trompeters Charly Tabor, der auch die Saxophonisten Delle Haensch, Max Greger und Paul Martin sowie der Schlagzeuger Teddy Paris angehörten. Ferner wirkte er zusammen mit den Trompetern Fred Bunge und Hanne Wilfert, dem Posaunisten Otto Bredl und den Saxophonisten Paul Biste und Bubi Aderhold in der Band von Joe Wick. Seit 1950 gehörte er zu einer der kleineren Formationen von Fred Bunge. Mit dieser Formation, der Fred Bunge And His Dixieland Band, kam es 1951 auch zu einer Plattenaufnahme (Blues Improvisation/Shine, Astra Schall AW 4000). Nach einem kurzen Engagement bei Fred Spannuth führte ihn 1950 ein Rundfunkengagement nach Hamburg, wo er bis 1952 am NDR u. a. mit Bert Kaempfert und dem Orchesterleiter und Sänger Hans Köpke arbeitete und nebenbei an der Heinrich Schenker-Akademie bei Felix-Eberhard von Cube studierte. Ende 1952 erhielt Twardy dann ein Engagement als Pianist im Orchester von Kurt Edelhagen beim SWF in Baden-Baden. Er war hier Nachfolger von Heinz Kiessling, wurde aber bereits 1953 von Werner Drexler abgelöst. Im Rahmen des Engagements bei Kurt Edelhagen kam es am 24. April und am 22. Juni 1953 auch zu Plattenaufnahmen, bei denen Twardy als Solist fungierte (An American in Paris/Summertime, Brunswick 82755 und Hawaiian War Chant/Tenderly, Brunswick 82768). Twardy schrieb zahlreiche Arrangements für Edelhagens Band und war zwischen 1952 und 1955 außerdem als Pianist Mitglied der Jazz-Combo Edelhagen All Stars, die modernen Jazz spielte und Arrangeur für andere Formationen, u. a. für Adalbert Luczkowski, Franz Thon und Alfred Hause. Ab 1953 bis einschließlich 1960 war er Mitglied des Kleinen Tanz- und Unterhaltungsorchesters des WDR. 1954 tourte er als Pianist mit dem Helmut Weglinski-Sextett. 1956 nahm er als Pianist der Mister Martins Band an den Aufnahmen zum Soundtrack des Films Die Halbstarken (Musik: Martin Böttcher) teil und spielte dort neben Größen wie Horst Fischer, Fatty George, Ernst Mosch, Werner Baumgart, Gerald Weinkopf, Cornelis op den Zieken, Bill Grah, Siegfried Enderlein, Rolf Ahrens und Hans Last. 1957 schloss sich Twardy dem Wechsel Edelhagens zum WDR nach Köln an, wo er noch gelegentlich für das Edelhagen-Orchester als Arrangeur tätig war. Wechselnde Engagements zwischen dem WDR und dem NDR führten dazu, dass er mehrere Jahre zwischen Hamburg und Köln pendelte. So nahm er u. a. 1958 als Pianist am ersten Konzert des von Hans Gertberg initiierten NDR Jazzworkshops teil, der die seit 1952 bestehende Studio-Jazzkonzert-Reihe des NDR weiterführte. Hier spielte Twardy mit namhaften Jazzgrößen seiner Zeit, wie Fred Christmann, Albert Mangelsdorff, Glen Buschmann, Attila Zoller, Hans Last, Peter Trunk und Karl Sanner. Um 1960 war Twardy am NDR Mitbegründer, Arrangeur und Pianist des Willi Surmann Saxtetts, dem auch Hans Last und Rolf Ahrens angehörten. Laut Tom Lord war Twardy im Bereich der Jazzmusik zwischen 1951 und 1960 insgesamt an fünf Einspielungen als Pianist beteiligt, gleichwohl sich deutlich mehr Aufnahmen belegen lassen. Seit Ende der 1950er-Jahre leitete Twardy auch sein eigenes Studio- und Begleitorchester, mit dem er zahlreiche Titel, u. a. für die Plattenlabels Heliodor, Polydor, Vogue und Electrola aufnahm und Arrangements, u. a. für Peter Alexander und Bill Ramsey, schrieb. Mit seiner Einspielung des von Stan Jones komponierten Titels Geisterreiter (Riders in the Sky/Columbia) erreichte er am 6. Mai 1961 mit seinem Orchester Platz 21 der deutschen Singlecharts.
In Köln wurde er Ende 1958 für den Produzenten Kurt Feltz tätig, für dessen Produktion er auch erstmals als Komponist in Erscheinung trat, u. a. mit Titeln für Margot Eskens und Margrit Imlau. Ab 1961 war er fast ausnahmslos für den Produzenten und Orchesterleiter Hans Bertram tätig, für dessen erfolgreiche Musikproduktion er als Komponist, Arrangeur, Dirigent und Organist arbeitete. Fortan konzentrierte sich Twardy vor allem auf die Kompositionstätigkeit. Er schuf zahlreiche Titel, oft in Zusammenarbeit mit der Textdichterin Lilibert, hinter deren Pseudonym sich Elisabeth Bertram verbarg, die Ehefrau von Hans Bertram. Erste respektable Erfolge und Chartplatzierungen gelangen ihm mit Kompositionen für Will Brandes, Trude Herr und das Medium-Terzett. Er war der kreative Kopf hinter der populären Babysitter-Welle, die mit der deutschen Einspielung des Babysitter-Boogie von Ralf Bendix begann, der 1961 unter der Federführung von Hans Bertram im Kölner Electrola-Studio aufgenommen wurde. Twardys geschicktes Arrangement des US-amerikanischen Titels von Buzz Clifford, bei dem Bertrams Tochter Elisabeth als „kleine Elisabeth“ den Babypart übernahm, begründete nicht nur eine Serie ähnlich gestalteter Titel, sondern wurde ein weltweiter Millionenerfolg. Im Fahrwasser dieses Erfolges gelangen Twardy in den Folgejahren zwei weitere respektable Erfolge. Mit Will Brandes und der kleinen Elisabeth folgten auf den Boogie noch ein Baby-Twist (1962) und ein Baby-Babbel-Bossa-Nova (1963), die mit dem bereits erprobten Background (Produzent Bertram, Texterin Lilibert und der nicht mehr ganz so kleinen Elisabeth) zu Verkaufsschlagern wurden. Der mit Abstand größte Erfolg seiner Karriere gelang Twardy aber mit seinen Kompositionen für Roy Black und Chris Roberts, für die er gleich mehrere Hits schrieb und deren charakteristischen Stil er prägte. Mit Titeln wie Schön ist es auf der Welt zu sein (Roy Black und Anita), „Dein schönstes Geschenk“ (Roy Black) und „Ich bin verliebt in die Liebe“ (Chris Roberts) feierte er seine größten Erfolge als Komponist für die „Hitfabrik Bertram“. Twardy war zeitlebens der Mann im Hintergrund. So begleitete er z. B. Roy Black bis 1973 auf all seinen Tourneen als Pianist und Orchesterleiter, so z. B. auch im Jahr 1971 gemeinsam mit dem Jochen Brauer-Sextett auf einer Mittelmeerkreuzfahrt auf dem Neckermann-Schiff. Zwischen 1969 und 1972 war Twardy auch für die Musik zu einigen Filmen verantwortlich, in denen die populären Schlagersänger mitwirkten. Für das Plattenlabel Polydor produzierte Bertram neben Schlagersingles auch eine ganze Reihe Langspielplatten im Big-Band- und Easy-Listening-Sound (allen voran die Instrumentalreihe In Gold, z. B. Hammond in Gold, Klarinette in Gold, Trompete in Gold, Piano in Gold, Posaune in Gold), für die Twardy zahlreiche Arrangements beisteuerte und unter dem Pseudonym T. W. Ardy Hammond-Orgel spielte. In dieser Zeit arbeitete er mit namhaften Instrumentalisten wie Henry Arland, Horst Fischer, Marek & Vacek, Fritz Schulz-Reichel, Heinz Schachtner, Leif Uvemark, Otto Bredl oder Jiggs Whigham und spielte unter dem Pseudonym Dicky Gray zwei Instrumental-Singles ein. Auch schrieb er zahlreiche Arrangements für den Günter Kallmann Chor, die Fischer-Chöre und das Medium-Terzett.
Nach der Trennung von Erfolgsproduzent Bertram im Jahr 1973 war Twardy, der aufgrund seines „schneeweißen Cäsarenkopfs“ und seiner Statur „Weißer Riese“ genannt wurde – ein Markenzeichen, das Roy Black ihm gab – nur noch selten für die Polydor tätig. Ein Allrounder blieb er aber dennoch. Neben Schlagerkompositionen für Paola, Manuela, Roberto Blanco, Bert Beel, Lars Berghagen und weniger bekannte Interpreten wie Maren, Hans-Gerd Fischer, Manuel Beck, Mario Aita und Frank Marwin erschienen auch noch Instrumentalkopplungen mit seinem Orchester und einer kleineren Formation, der unter anderem Werner Dies, Karl-Heinz Kästel, Jean Warland, Ferdy Klein und Ronnie Stephenson angehörten, auf anderen Labels. Das titelgebende Seasons in White seiner Langspielplatte aus dem Jahr 1975 fand in der 14. Folge der Krimiserie Derrick (Der Tag nach dem Mord) Verwendung. In dieser Zeit trat er auch mehrmals selbst als Musikproduzent in Erscheinung und war in der Nachwuchsförderung aktiv. Mit seinem von Maggie Mae interpretierten Titel Applaus für ein total verrücktes Haus erzielte er 1976 den dritten Platz beim deutschen Vorentscheid des Eurovision Song Contest. Zuletzt war er als musikalischer Leiter für die ZDF-Sendungen Musik ist Trumpf mit Peter Frankenfeld und Spiel mir eine alte Melodie mit Lou van Burg tätig. Seinen letzten Fernsehauftritt hatte Twardy als Orchesterleiter der Sendung Musik ist Trumpf am 27. November 1976 in Berlin.
Twardy verstarb im Alter von nur 50 Jahren an Leberversagen.

## Auszeichnungen
- 1970: Europa, verliehen vom Radiosender Europawelle Saar (Showpreis) für die Komposition des Titels „Dein schönstes Geschenk“, Verleihung am 13. September 1970[27]
- 1971: Europa, verliehen vom Radiosender Europawelle Saar (Autorenpreis) für die Komposition des Titels „Für dich allein“, Verleihung am 14. Oktober 1971
- 1971: Europa, verliehen vom Radiosender Europawelle Saar (Autorenpreis) für die Komposition des Titels „Ich bin verliebt in die Liebe“, Verleihung am 14. Oktober 1971

## Diskografie (Auswahl)

### Kompositionen für Roy Black
- An einem Tag (mit Rolf Arland; Text: Lilibert), 1969
- Bis ans Ende aller Tage (Text: Lilibert), 1973
- Bleib bei mir (Text: Lilibert), 1967
- Concerto d’amour (Text: Lilibert), 1969
- Counting the days (Text: Norman Newell), 1967
- Dein schönstes Geschenk (Text: Lilibert), 1969
- Denk an was Liebes (Text: Lilibert), 1970
- Der Abschiedskuss von Dir (als Daddy Monrou; Text: Ingo Kilian), 1968
- Die Show beginnt (Text: Lilibert), 1969
- Du bist da (mit Rolf Arland, Text: Lilibert), 1968
- Du bist mein Glück (Text: Lilibert), 1971
- Ein Abend mit dir (Text: Lilibert), 1970
- Eine Liebesgeschichte (Text: Lilibert), 1971
- Eine Rose schenk' ich dir (Text: Lilibert), 1972
- Eine wird kommen (Text: Lilibert), 1966
- Einsam ohne dich (Text: Lilibert), 1973
- Es tut so weh (Text: Lilibert), 1970
- Frag' nur dein Herz (als Daddy Monrou; Text: Lilibert), 1966
- Für alle Zeit (als Daddy Monrou; Text: Jill Jordans), 1968
- Für dich allein (Du kannst nicht alles haben) (Text: Lilibert), 1970
- Glaube an mich (als Daddy Monrou; Text: Lilibert), 1965
- Ich bin deine Welt (Text: Lilibert), 1967
- Ich bin so gern bei dir (Text: Lilibert), 1969
- Ich liebe die Welt (Text: Lilibert), 1973
- Ich suche dich (Text: Lilibert), 1965
- In deinen Augen (Text: Lilibert), 1968
- Keine 10 Pferde (Text: Lilibert), 1971
- Keiner weiß was morgen ist (Text: Lilibert), 1968
- Lara (Text: Lilibert), 1969
- Leg dein Herz in meine Hände (als Daddy Monrou mit Rolf Arland; Text: Lilibert), 1966
- Liebe ist kein Märchen (Text: Lilibert), 1973
- Liebe heißt Leiden (Text: Lilibert), 1972
- Lovely Lady (Text: Lilibert), 1968
- Make up your mind (So wie die Sonne) (Text: Jill Jordans), 1970
- Meine Liebe zu dir (Counting the Days) (Text: Lilibert), 1967
- Merry-Go-Round (Text: Lilibert), 1971
- My little girl (Text: Lilibert), 1964
- Nimm meine Hand (als Daddy Monrou; Text: Lilibert), 1967
- Nur du (Text: Lilibert), 1969
- Ohne dich (als Daddy Monrou; Text: Lilibert), 1967
- Rhythm and Blues (als Daddy Monrou; Text: Jill Jordans), 1968
- Sag' du zu mir (Text: Lilibert), 1967
- Sag ja (Text: Lilibert), 1971
- Sag mir die Wahrheit (Text: Lilibert), 1971
- Schön ist es auf der Welt zu sein (mit Anita; Text: Lilibert), 1971
- So wie du (Text: Lilibert), 1970
- Träume Hand in Hand (Text: Lilibert), 1973
- Träume in Sand und Seide (Text: Lilibert), 1972
- Unendlich ist die Liebe (Text: Lilibert), 1970
- Verliebt sein (Text: Lilibert), 1966
- Verlorene Zeit (Text: Lilibert), 1972
- Weihnachten bin ich zu Haus (als Daddy Monrou; Text: Lilibert), 1968
- Weißt du noch (als Daddy Monrou; Text: Jill Jordans), 1971
- Wie ein Lied ist diese Welt (Text: Lilibert), 1972
- Wenn du bei mir bist (Text: Lilibert), 1970
- Wo bist du (Text: Lilibert), 1971
- Zelle 110 (Text: Lilibert), 1969

### Kompositionen für Chris Roberts
- Dein Teddybär (Text: Lilibert), 1970
- Du paß auf (Text: Lilibert), 1971
- Ein Mädchen nach Maß (Text: Lilibert), 1970
- Eine Freude vertreibt 100 Sorgen (Text: Lilibert), 1973
- Eine Fuge von Bach (Text: Lilibert), 1972
- Gib mir eine Chance (als Daddy Monrou mit Rolf Arland; Text: Lilibert), 1967
- Hab' ich dir heute schon gesagt, daß ich dich liebe? (Text: Lilibert), 1971
- Hab' Sonne im Herzen (Text: Lilibert), 1972
- Hallo Darling (Text: Lilibert), 1972
- Hexe (Text: Lilibert), 1971
- Hinter jedem Fenster brennt ein Licht (Text: Lilibert), 1973
- Ich bin verliebt in die Liebe (Text: Lilibert), 1970
- Ich geh' mit dir (Text: Lilibert), 1972
- Ich nehme alle Hürden (Text: Georg Buschor), 1970
- Ich seh nur noch dich (als Daddy Monrou; Text: Jill Jordans), 1971
- Komm zurück zu mir (Text: Lilibert), 1971
- Love me (Text: Lilibert), 1972
- Ma chérie (Text: Lilibert), 1972
- Mein Name ist Hase (Text: Lilibert), 1971
- Mein Schatz, du bist ’ne Wucht! (Text: Lilibert), 1972
- Nur die Liebe ist gut (mit Rolf Arland; Text: Kurt Hertha), 1968
- Oh so sweet (Text: Lilibert), 1971
- Spiel mir, Zigeuner, ein Lied (Text: Lilibert), 1972
- Stille meinen Hunger (Text: Lilibert), 1971
- Super ist Mode (Text: Lilibert), 1973
- Troubadour der Liebe (Text: Lilibert), 1971
- Unser Geheimnis geht niemand was an (gemeinsam mit Rolf Arland; Text: Lilibert), 1969
- Vorbei, die erste Liebe (Text: Lilibert), 1969
- Wann glaubst du mir (Text: Georg Buschor), 1970
- Zum Verlieben (gemeinsam mit Rolf Arland; Text: Kurt Hertha), 1971

### Kompositionen für andere Künstler
- Addio, mein Napoli (für Paola; Text: Jean Frankfurter), 1974
- Adriano (für Maren; Text: Jean Frankfurter), 1974
- Aloha Oe (für Paola; Text: Jean Frankfurter), 1974
- Applaus für ein total verrücktes Haus (für Maggie Mae; Text: Dieter Liffers), 1976
- Aus einer kleinen Sünde (für Bert Beel; Text: Jean Frankfurter), 1974
- Autofahrer-Blues (für Trude Herr; Text: Heinz Korn), 1962
- Baby-Babbel-Bossa-Nova (für Will Brandes und die kleine Elisabeth; Text: Lilibert), 1963
- Baby, Kiss Kiss (für The Sharks; Text: Kurt Hertha und Lothar Birk), 1966
- Baby-Twist (für Will Brandes und die kleine Elisabeth; Text: Lilibert), 1962
- Barkarole am Palmenstrand (für Jonny; Text: Kurt Feltz), 1961
- Bin verliebt (für Tony Mark; Text: Lilibert), 1968
- Blau sind die Berge (für Medium Terzett; Text: Lilibert), 1962
- Blue Melodie aus Tennessee (für Blue Capris; Text: Lilibert), 1963
- Bumba Girl (als Daddy Monrou mit Rolf Arland für Jack White; Text: Kurt Hertha), 1966
- Cowboy heimatlos (für Ken Morris; Text: Kurt Hertha), 1963
- Cowboy Susie (für Anita; Text: Lilibert), 1971
- Da sagen sich die Füchse gute Nacht (für Manuela; Text: Jean Frankfurter), 1973
- Dalli, Dalli, Dalli (als Daddy Monrou für The Scooters; Text: Kurt Hertha als Felix Prost), 1965
- Dann kam die Liebe (für Paola; Text: Jean Frankfurter), 1975
- Danny (für Anita; Text: Lilibert), 1973
- Das Glück im Leben ist ein Schatz (für Paola; Text: Jean Frankfurter), 1975
- Das goldene Band (als Daddy Monrou mit Rolf Arland für Jack White-Brigitt Petry; Text: Kurt Hertha), 1967
- Das kann kein Zufall sein (für Dieter Hufschmid; Text: Fred Weyrich), 1974
- Das muss ich mir noch überlegen (für Liane; Text: Jürgen Bernsdorf), 1964
- Das Schifferklavier (für Korina; Text: Kurt Feltz), 1961
- Das wird ein prima Wochenend (für Petra Beck; Text: Fred Weyrich), 1974
- Der König der Trompeter (für Lars Berghagen; Text: Kurt Feltz), 1977
- Die Liebe, der Leichtsinn, der Suff (mit Willi Astroth für Willy Millowitsch; Text: Rolf Piro), 1962
- Die Liebe hat tausend Namen (für Manuela; Text: Heinz Korn), 1973
- Die roten Rosen (für Medium-Terzett; Text: Hans Bertram als Axel Weingarten), 1961
- Die wunderbare Lüge (für Dunja Rajter, Text: Kurt Feltz), 1975
- Drei alte Cowboys (für Medium Terzett; Text: Peter Buchenkamp), 1963
- Du allein (für Franz Beckenbauer: Text: Lilibert), 1966
- Du bist das Glück (für Franz Beckenbauer; Text: Lilibert), 1967
- Du bist die Liebe meines Lebens (für Frank Marwin; Text: Günter Loose), 1974
- Du bist meine große Liebe (für Bert Beel; Text: Günter Loose), 1974
- Du darfst nicht weinen (als Daddy Monrou für Will Brandes; Text: Lilibert), 1966
- Du ganz allein bist Schuld daran (Die Liebe macht alles) (für Monika Grimm; Text: Kurt Hertha), 1963
- Du läßt mich viel zu lang allein (für Manuela; Text: Joachim Relin), 1973
- Du wirst einmal nur geboren (für Roberto Blanco; Text: Jean Frankfurter), 1975
- Ein guter Stern (für Will Brandes – Monika Grimm; Text: Lilibert), 1963
- Ein guter Stern (für Mario Aita; Text: Jean Frankfurter), 1974
- Ein Lied klingt durch die Nacht (als Daddy Monrou nach Beethovens „Violin-Romanze in F“ für Manuel Beck; Text: Jean Frankfurter), 1975
- Ein Mädchen nach Maß (für Michael; Text: Lilibert), 1962
- Ein Schiff mit weißen Segeln (für Manuela; Text: Jean Frankfurter), 1973
- Eine 1 in Sachen Liebe (für Liane Covi; Text: Heinz Korn), 1967
- Eine Dame von 18 Jahr'n (für Mandalena; Text: Pablo Pencil), 1977
- Eine Schwalbe macht noch keinen Sommer (für Anita; Text: Lilibert), 1973
- Elisa (für Will Brandes; Text: Lilibert), 1962
- Es war einmal eine Gitarre (für Lars Berghagen; Text: Kurt Feltz), 1975
- Es war Liebe auf den ersten Blick (für Dieter Hufschmid; Text: Fred Weyrich), 1974
- Französisch sprechen kann ich fast gar nicht (mit Alex Condra für Trude Herr; Text: Kurt Schwabach), 1963
- Frohes Weekend (für Margrit Imlau; Text: Bartels), 1959
- Gauner sind sie alle (für Inge Brandenburg; Text: Bodo Baum), 1962
- Gewinnen ist leicht (für Paola; Text: Günter Loose), 1974
- Glück in der Tasche (für Anita; Text: Lilibert), 1972
- Goldene Träume (als Daddy Monrou für Manuela; Text: Joachim Relin), 1973
- Happy-End in Hamburg (für Manuela; Text: Günter Loose), 1973
- Heissa, Marie (für Ray Miller; Text: Jean Frankfurter), 1975
- Hoch die Tassen (für Ray Miller; Text: Jean Frankfurter), 1975
- Hundert Jahre später (für Manuela; Text: Günter Loose), 1973
- Ich danke dir (mit Rolf Arland für Pompilia, Text: Georg Buschor), 1969
- Ich ein bißchen – Du ein bißchen (für Willy Millowitsch; Text: Axel Weingarten), 1962
- Ich hab' das Feuer geseh’n (für Mario Aita; Text: Jean Frankfurter), 1974
- Ich war noch nie so glücklich (für Manuela; Text: Kurt Hertha), 1973
- Ich wünsche dir Glück (für Günter Kallman-Chor; Text: Lilibert), 1966
- Im Café spielt der Stehgeiger Franz (für Lou van Burg; Text: Hans Hubberten), 1976
- Im Zimmer unterm Dach (für Manuel Beck; Text: Jean Frankfurter), 1975
- In den Sternen stehts geschrieben (für Frank Marwin; Text: Günter Loose), 1973
- Isabella aus Madrid (für Medium-Terzett; Text: Karl Heinz Kroell), 1962
- Isabelle (für Mac Donald; Text: Lilibert), 1963
- Je länger, desto lieber (für Anita; Text: Lilibert), 1973
- Jimmy, der Bandit (für Anita; Text: Lilibert), 1973
- Jonny Miller (für Mechthild; Text: Lilibert), 1966
- Julia (für Hans-Gerd Fischer; Text: Jean Frankfurter), 1975
- Junge Mädchen (für Will Brandes; Text: Hans Bertram als Axel Weingarten), 1961
- Keine Angst vor meinen Küssen (für Uwe Spier; Text: Busch), 1965
- Keine wartet auf dich, wenn du fortgehst (für Margot Eskens; Text: Kurt Feltz), 1959
- Komm wieder (für Manuela; Text: Lilibert), 1972
- Komm' wieder (für Petra Beck; Text: Fred Weyrich), 1974
- Komm, wir machen mal 'ne Rheintour (mit Dietmar Kivel für Dietmar Kivel; Text: Fred Conta), 1962
- Küß mich (für Jack White; Text: Lilibert), 1966
- Laß mich auch mal (für Willy Millowitsch; Text: Helbig), 1962
- Leder-Lilly (für Bibi Johns & Jonny (Wolfgang Graf); Text: Kurt Feltz), 1961
- Liebe für ein ganzes Leben (für Frank Marwin; Text: Günter Loose), 1973
- Lieben und geliebt zu werden (als Daddy Monrou für Manuela; Text: Günter Loose), 1973
- Liebesabenteuer (für Maren; Text: Jean Frankfurter), 1975
- Liebeslied für Leila (für Lars Berghagen; Text: Kurt Feltz), 1976
- Mama, er ist schon wieder hier (für Trude Herr; Text: Jürgen Bernsdorf), 1964
- Manana Amigo (für Hans-Gerd Fischer; Text: Günter Loose), 1975
- Manolitos Meisterstück (für Roberto Blanco; Text: Jean Frankfurter), 1975
- Mandolinen am Meeresstrand (für Paola; Text: Günter Loose), 1974
- Mein bester Freund heißt Luxi (für Trude Herr; Text: Gustav Schellhardt, Rolf Kauka), 1963
- Mein Herz hat einen Knacks (für Liane Covi; Text: Carl Ulrich Blecher), 1966
- Mein Schatz, dein Platz ist neben mir (für Maren; Text: Jean Frankfurter), 1974
- Minou (mit Rolf Arland für Tony Mark; Text: Georg Buschor), 1968
- Mit Musik und Humor (für Roberto Blanco; Text: Günter Loose), 1974
- Mit Pauken und Trompeten (für Tobby Mahler; Text: Erich Liessmann), 1973
- Mondschein und Gitarren (mit Alex Condra für Medium Terzett; Text: Lilibert), 1963
- Mony (für Mario Aita; Text: Jean Frankfurter), 1974
- Mulle-Mulle-Mäus’chen (für Willy Millowitsch; Text: Lilibert), 1968
- Musik zum Verlieben (für Günter Kallmann-Chor; Text: Axel Weingarten), 1961
- Nach dem dritten Schoppen (für Trude Herr; Text: Fred Kraus), 1965 (Erstveröffentlichung: 2011)
- Nein, ich lass mich nicht fotografieren (mit Franz von Suppè für Trude Herr; Text: Jürgen Bernsdorf), 1964
- Nur die Liebe (für Medium Terzett; Text: Lilibert), 1965
- Nur einen Sommer lang (für Pompilia Stoian; Text: Lilibert), 1968
- Oh Smoky, Oh Smoky (für Margot Eskens; Text: Lilibert), 1963
- Oh Sonnenschein, oh Sonnenschein (für Anita; Text: Lilibert), 1973
- Oh Valentino (für Will Brandes; Text: Lilibert), 1963
- Papi und Mami (für Anita; Text: Lilibert), 1971
- Perlen sind Tränen (als Daddy Monrou für Manuela; Text: Joachim Relin), 1973
- Remember I love you (für Ken Dodd; engl. Text: Norman Newell = Musik zum Verlieben), 1964
- Rose Rosalie (Rose der Prärie) (für Medium Terzett; Text: Axel Weingarten), 1962
- Schätzchen (mit Rolf Arland für Medium Terzett; Text: Lilibert), 1968
- Schenk mir ein Wochenend (für Lars Berghagen; Text: Kurt Feltz), 1976
- Schenke mir Rosen (für Anna Silva; Text: Lilibert), 1963
- Schone deine Frau (als Daddy Monrou mit Heinz Schumacher für Chris Howland; Text: Artur Niederbremer als Ralf Arnie), 1967
- Schwarzer Peter (für Margrit Imlau; Text: Axel Weingarten), 1962
- Seemanns-Blues (mit Heinz Schachtner für Heinz Schachtner), 1961
- Señorita Española (für Frank Marwin; Text: Günter Loose), 1974
- Sie brauchen eine Brille (für die Reise nach Berlin) (für Fred Bertelmann; Text: Hans Bradtke), 1962
- Sie war solide (als Daddy Monrou mit Lindenbrandt für Will Brandes; Text: Kurt Hertha), 1967
- So ein Mann ist ein komisches Gewächs (für Trude Herr; Text: Kurt Schwabach), 1963
- So war es noch nie (für Maren; Text: Jean Frankfurter), 1975
- So schön wie heute und morgen (für Maren; Text: Jean Frankfurter), 1973
- Sonne, Mond und Sterne (für Ralf Bendix; Text: Robert Jung), 1961
- Spiegel-Twist (für Trude Herr; Text: Peter Buchenkamp), 1962
- Sterne der Liebe (für Manuel Beck; Text: Joachim Relin), 1975
- Swanee (für Will Brandes; Text: Lilibert), 1964
- Tokio (für The 5 Liverpools; Text: Lilibert), 1964
- Twingel Dingel Dee (für Manuela; Text: Günter Loose), 1973
- Überall, wo mich ein Mädel küßt (mit Heino Gaze, Hagenstein und Axel Weingarten für Fred Bertelmann), 1961
- Um Mitternacht (für Inge Brandenburg; Text: Karl Heinz Kröll), 1962
- Und dann kamst du (für Liane Covi; Text: Walter Rothenburg), 1966
- Unser erster Tanz soll nicht der letzte sein (für Manuel Beck; Text: Jean Frankfurter), 1975
- Von Tahiti nach Hawaii (für Blue Capris; Text: Axel Weingarten), 1961
- Wann kann ich dich seh’n (für Nathalie von Mayen; Text: Lilibert), 1971
- Was du verlangst (für Willy Millowitsch; Text: Peter Buchenkamp), 1962
- Was hast du gemacht (für Manuela; Text: Lilibert), 1972
- Was heut' nicht ist (für Paola; Text: Jean Frankfurter), 1974
- Weil das Rad der Zeit sich weiter dreht (für Renate Kern; Text: Jean Frankfurter), 1974
- Weiße Annemonen (für Petra Kühn; Text: Lilibert), 1964
- Weißer Häuptling (für Medium-Terzett; Text: Karl Lauterbach und Lilibert), 1963
- Wenn die Träume in Erfüllung geh’n (als Daddy Monrou für Tony Mark; Text: Lilibert), 1968
- Wenn in der Heimat der Frühling erwacht (für die Heimatsänger; Text: Lilibert), 1962
- Wenn mein Daddy Kanzler wär (für Anita; Text: Lilibert), 1973
- Wie die Zeit vergeht (als Daddy Monrou für Chris Howland; Text: Kurt Hertha und Lilibert), 1967
- Wie die Zeit vergeht (für Paola; Text: Jean Frankfurter), 1974
- Wie schön kann so ein Sonntag sein (für Maren; Text: Fred Weyrich), 1974
- Wir heiraten (für Lars Berghagen; Text: Kurt Feltz), 1975
- Wirf deine Träume in’s Feuer (als Daddy Monrou für Buschkötter Players; Text: Kurt Hertha und Lothar Birk), 1966
- Wo die Sonne scheint (für Pompilia Stoian; Text: Lilibert), 1970
- Zeig mir den Stern der Liebe (für Paola; Text: Günter Loose), 1974
- Zigeunerbraut (Der schwarze Nicolo) (für Lars Berghagen; Text: Kurt Feltz), 1976
- Zu jung (für Liane Covi; Text: Lilibert), 1966
- (I’ll remember) When tomorrow comes (als Daddy Monrou für Tony Mark; engl. Text: Norman Newell = Wenn die Träume in Erfüllung geh'n), 1968

### Kompositionen für das Orchester Werner Twardy
- Just another Song, 1976
- Seasons in White, 1974
- Mexican Hat Dance (1971; Polydor 3158 014)

### Singles
- Orchester Werner Twardy – Geisterreiter/Papa O Papa (1961; Columbia C 21 782)
- Dicky Gray – L'Amour/Tartüff (1966; Polydor 52 669)
- Orchester Dicky Gray – Hoppel-Poppel/Anytime(Poppel-Hoppel) (1967; Polydor 52 775)

### LPs
- Medium Terzett – Was die Alten sungen… (1964; Polydor 237 290) (Arrangements)
- Roy Black 2 (1967; Polydor 249 451) (Arrangements)
- Hello Dolly (1967; Polydor 249 143) (Arrangements)
- Henry Arland – Klarinette in Gold (1967; Polydor 249 194) (Arrangements)
- The Gunter Kallmann Chorus – Call it Love (1967; 4 Corners of the World FCS-4242) (Arrangements)
- The Gunter Kallmann Chorus – sings in german 28 Christmas Songs (1967; 4 Corners of the World FCS-4245) (Arrangements)
- The Gunter Kallmann Chorus – Live for Love (1968; 4 Corners of the World FCS-4248) (Arrangements)
- The Gunter Kallmann Chorus in Hollywood (1968; 4 Corners of the World FCS-4254) (Arrangements)
- The Gunter Kallmann Chorus – Love is Blue (1968; 4 Corners of the World FCS-4256) (Arrangements)
- Hammond in Gold (1968; Polydor 249 233) (als T. W. Ardy)
- Otto Bredl und Jiggs Whigham – Posaune in Gold (1969; Polydor 249 317) (Arrangements)
- Franz Löffler – Gitarre in Gold 2 (1969; Polydor 249 318) (Arrangements)
- Heinz Schachtner – Trompete in Gold 3 (1969; Polydor 249 325) (Arrangements)
- Fritz Schulz-Reichel – Piano in Gold (1969; Polydor 249 332) (Arrangements)
- Roy Black – Concerto d’amour (1969; Polydor 249 340) (Arrangements)
- Heinz Schachtner – Festliche Trompete in Gold, (1969 Polydor 249 348) (Arrangements)
- Hammond Happiness (1970; Polydor 2371 045) (als T. W. Ardy)
- Heinz Schachtner – Trompete in Gold 4 (1970; Polydor 2371 086) (Arrangements, 10 Titel)
- Roy Black – Im Land der Lieder (1970; Polydor 2371 017) (Arrangements)
- Roy Black – Wo bist du? (1971; Polydor 2371 088) (Arrangements)
- Chris Roberts – Chris Roberts (1971; Polydor 2371 121) (Arrangements)
- Marek & Vacek – Classical & Pop Pianos (1971; Polydor 2371 160) (Arrangements)
- Hammond Fascination (1971; Polydor 2371 207) (als T. W. Ardy)
- Henry Arland – Clarinet Fascination (1972; Polydor 2371 208) (Arrangements)
- Orchester Kurt Edelhagen – Big Band Fascination '72 (1972; Polydor 2371 244) (Arrangements)
- Weißer Riese in Pop (1972; Polydor 2371 277)
- Paola – Paola (1974; CBS 80157) (Arrangements)
- Seasons in White (1974; BASF Quadrophonie SQ 20 22 145-8)
- Romantic Seasons (1974; Acanta Quadro BB 23.170) = Seasons in White (BASF)
- The Entertainer (1975; RCA International PJL 1-4057) = Midnight Dancing – Piano Party with W. Twardy & his Combo
- Midnight Dancing – Piano Party with W. Twardy & his Combo (1975; S R Discoton 64021)
- Pop & Oldies Instrumental (1976; UFA 304 Promo, 3 Titel vom Orchester Werner Twardy)
- Pop Instrumental Vol. 1 – Orchester Werner Twardy (1976; UFA 305 Promo)
- Spiel mir eine alte Melodie – Orig.-Aufn. aus d. gleichn. ZDF-Sendung mit Lou van Burg (1977; EMI Electrola 1C 134-32 048 / 49) (Arrangements)
- Werner Twardy – Zwanzig Erfolge (1987; Papagayo/EMI-Promotionsexemplar F.669.546)
- Modern Sound of Today (o. J.; UFA 302 Promo, 8 Titel vom Orchester Werner Twardy)

### CDs
- The Fantastic Sound of Werner Twardy (2010; Universal Music Group)

## Filmografie
- 1969: Unser Doktor ist der Beste
- 1969: Hilfe, ich liebe Zwillinge! (nur Lieder, Filmmusik: Gerhard Heinz)
- 1970: Unsere Pauker gehen in die Luft (nur Lieder, Filmmusik: James Last und Bobby Schmidt)
- 1970: Wenn du bei mir bist
- 1970: Wer zuletzt lacht, lacht am besten
- 1971: Wenn mein Schätzchen auf die Pauke haut
- 1971: Hochwürden drückt ein Auge zu (nur Lieder, Filmmusik: Gerhard Heinz)
- 1972: Kinderarzt Dr. Fröhlich
- 1972: Meine Tochter – deine Tochter (nur Lieder, Filmmusik: Gerhard Heinz)
- 1973: Alter Kahn und junge Liebe (Lieder, musikalische Bearbeitung: Peter Schirmann)

## Lexikalische Einträge
- Matthias Bardong, Hermann Demmler, Christian Pfarr (Hrsg.): Das Lexikon des deutschen Schlagers. Serie Musik. Schott, Mainz 1993, ISBN 3-7957-8208-2
- Jürgen Wölfer: Das große Lexikon der Unterhaltungs-Musik. Die populäre Musik vom 19. Jahrhundert bis zur Gegenwart – vom Wiener Walzer bis zu Swing, Latin Music und Easy Listening. Schwarzkopf & Schwarzkopf: Berlin 2000, ISBN 3-89602-272-5
- Jürgen Wölfer: Jazz in Deutschland. Das Lexikon. Alle Musiker und Plattenfirmen von 1920 bis heute. Hannibal, Höfen 2008, ISBN 978-3-85445-274-4.